# Pristipomoides auricilla
Pristipomoides auricilla är en fiskart som först beskrevs av Jordan, Evermann och Tanaka 1927.  Pristipomoides auricilla ingår i släktet Pristipomoides och familjen Lutjanidae. Inga underarter finns listade i Catalogue of Life.